# Marina militare serba
La Marina militare serba (in serbo Речна флотила?, Rečna Flotila) è stata dal 1992 fino al 2006 la marina militare delle forze armate serbe.
Dopo l'indipendenza del Montenegro la Repubblica di Serbia non ha più confini marittimi.

## Storia
La storia della flottiglia fluviale serba risale all'inizio del XX secolo, sebbene i suoi precursori risalgano già al XVI secolo.
I Šajkaši hanno svolto un ruolo decisivo nell'aiutare la Serbia a diventare una monarchia costituzionale indipendente e gettare le basi per la creazione della Serbia moderna. Dopo la dichiarazione di guerra contro l'Impero Ottomano nel 1876, la flottiglia fluviale del Principato di Serbia dispiegò mine navali sul Danubio, ritenuto il primo utilizzo di mine navali in Europa.
Il Regno di Serbia ricevette la sua prima nave da guerra, la motovedetta "Jadar", il 6 agosto 1915 e quella data è commemorata come l'istituzione della moderna flottiglia fluviale serba. Durante la prima guerra mondiale la flottiglia proteggeva le linee di comunicazione tra Belgrado e Obrenovac, assisteva al trasporto delle truppe serbe in Sirmia, minava corsi d'acqua ed eseguiva ricognizioni.
Come vincitore alleato nel 1918, la Serbia iniziò la ricostituzione delle sue forze armate, in un nuovo stato del Regno di Jugoslavia. All'interno del dipartimento navale, la flottiglia del Danubio aveva sede a Novi Sad e comandava i distaccamenti navali su fiumi e laghi. La flotta comprendeva il gruppo dei monitori, un certo numero di navi ausiliarie, una propria base navale e un distaccamento di navi sul lago di Ocrida in Macedonia.
Durante gli stati jugoslavi era organizzato in distaccamenti di battelli fluviali corazzati, navi d'assalto fluviali, navi ausiliarie fluviali e dragamine all'interno della Marina jugoslava.
La flottiglia fluviale jugoslava ha preso parte attiva alla guerra in Croazia nel 1991, conducendo missioni di pattugliamento e combattimento sul Danubio, in particolare durante la battaglia di Vukovar.
Dopo la dissoluzione della Jugoslavia, la Jugoslovenska narodna armija è diventato le Forze armate di Serbia e Montenegro nel 1992 e durante quella transizione la Rečna Flotila è rimasta parte della Marina. Durante gli anni '90, nel 1999 è stato introdotto un nuovo dragamine fluviale di classe Neštin e due mezzi da sbarco di classe 601 sono stati trasferiti dal servizio marittimo in Montenegro alla flottiglia fluviale dopo essere stati revisionati presso il "cantiere navale Brodotehnika" a Belgrado. Nel 2017, la nave ammiraglia "Kozara" salpò da Novi Sad verso l'Ungheria nel primo viaggio internazionale di una nave militare serba dal 1915.

### Šajkaši
Šajkaši (in serbo шајкаши?) si riferisce alle truppe della flottiglia fluviale a guardia del Danubio e della Sava, e in particolare del porto di Belgrado, contro l'Impero ottomano dal XVI al XIX secolo. Durante quel periodo, i fiumi erano confini naturali del Regno d'Ungheria e della monarchia asburgica con l'Impero Ottomano, parte della frontiera militare. Le truppe erano composte da serbi, che avevano uno status militare speciale. Il loro nome deriva dalla piccola imbarcazione di legno detta chaika (in serbo шајка?, šajka), un tipo di galea.